# ウプサラ紛争データプログラム

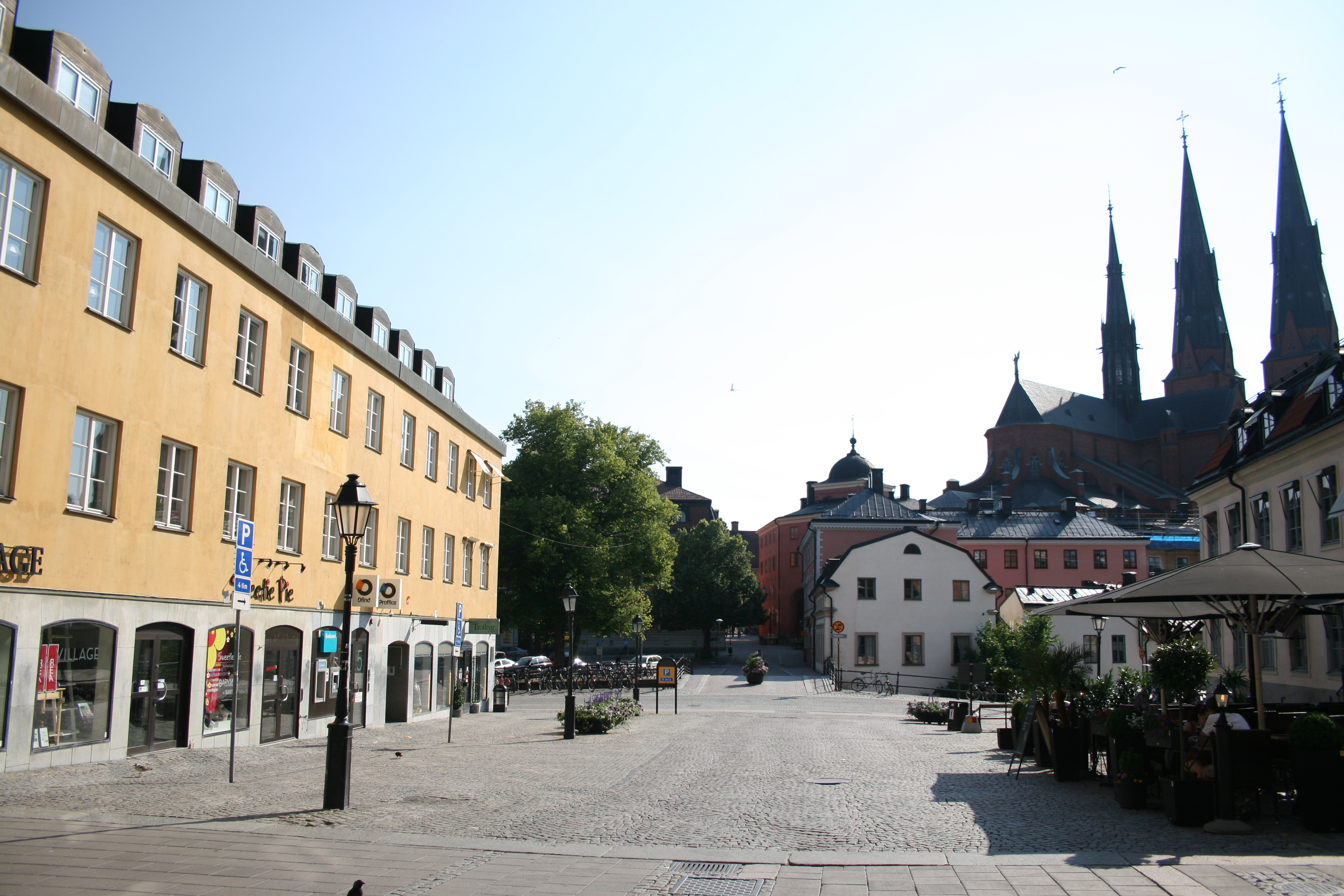
UCDPはガムラ・トーゲットにあるウプサラ大学の平和・紛争研究所にある(画像左)

ウプサラ紛争データプログラム (UCDP) は、スウェーデンのウプサラ大学に存在する組織的暴力についてのデータ収集プロジェクト。1946年以降武力紛争についての情報を収集しており、同プログラムの年次レポート『States in Armed Confilict』を通じて一般に利用できるようにしている。2004年以降、常時更新されるUCDPも一般に公開されている。UCDPは組織的暴力についての定量的及び定性的データ両方(例： 死亡統計、ジオリファレンスされた出来事データ及び紛争当事者と紛争の記述)を収集しており、社会科学の研究者やジャーナリスト及び政治家によって利用されている。

## 背景
UCDPは1970年代に進行中の暴力紛争についての情報の記録を開始した。武力紛争に関するより体系的かつ世界的なデータが平和と紛争研究の拡大する学術分野における研究を行うために必要であることが明らかになった。
当初はプログラムは「武力紛争」(紛争当事者の少なくとも一方が国家である二者間の戦闘に関連する死者が26人以上)のみのデータを収集していた。後年になってデータ収集は増加していき、プログラムは「非国家の紛争」 (紛争当事者に国家が関与していない) 及び 「一方的な暴力」 (組織的集団が非武装の民間人を攻撃)についてのデータも収集し始めた。
UCDPのデータは『SIPRI Yearbook(シプリ年鑑)』や『Journal of Peace Research(平和研究ジャーナル)』などの出版物に毎年掲載される。UCDPはまた同プログラムのデータを自身のウェブサイトと年次レポート『States in Armed Conflict』を通じて一般に利用可能にしている。

## 組織
UCDPはスウェーデンにあるウプサラ大学の平和・紛争研究所にある。このプログラムは平和・紛争研究の教授のダグ・ハマーショルド、ピーター・ワレンスティーンが主導し、約15人の研究助手と研究者を雇用している。多くの学者及び博士号候補者もまた本プログラムに関与し、紛争データの収集への研究の実施を任されている。データの収集に加えて、プログラムはアカデミック及び政府フォーラムでの講義を通じて武力紛争の動向とダイナミクスについての知識を一般に広めている。

### 協力
UCDPはオスロ国際平和研究所(PRIO)とカナダのブリティッシュコロンビア州バンクーバーにあるサイモンフレーザー大学の国際学科内に拠点がある「ヒューマン・セキュリティ・リポートプロジェクト」(HSRP)と密接に協力している。UCDPはPRIOと協力してデータセットを作成し、HSRPの年次出版物『Human Security Report』向けに同プロジェクトにデータを提供しているUCDPのデータはストックホルム国際平和研究所(SIPRI)と協力して毎年発行され、シプリ年鑑に掲載される

## 研究
何百人もの学者が研究にUCDPのデータを使用している。UCDPは、紛争解決と紛争のダイナミクスに関する調査とデータ収集を結合している。UCDPスタッフによって行われた研究の多くはUCDPの武力紛争の年次報告書、シプリ年鑑、平和研究ジャーナルに掲載されている

## UCDP/PRIO 武力紛争データベース
武力紛争のデータセットはUCDPとPRIO間の共同プロジェクトで1946年から2012年までに起きた国が紛争当事者で戦闘関連死が25人以上の武力紛争を記録している。データは、1万紙以上の新聞、ニュース、その他の資料を含むオンラインリソースである「ファクティバ・データベース」に特定の検索語を入力することで収集される。また、出版書籍、ケーススタディ、ジャーナル（Africa Research Bulletin、アフリカ・コンフィデンシャル、NGOの出版物）も掲載される。データセットには4バージョンあり、2013年のバージョン4が最新である。
データセットでは全ての武力紛争は二者一組に分類され、ID番号が割り振られる。二者一組は武力紛争の主要な二者で構成される。二組は何年も続く可能性があり、強度レベル (「マイナー」は死者数が1000人未満の紛争で「メジャー」は1000人以上の紛争を表す)、地域(アメリカ州、アジア、中東、アフリカ、ヨーロッパ)、相反性(政府、地域、政府と地域)及び種類(植民地独立戦争、国家間、国内(内戦)、国際化した内戦)で色分けされている。開始日、終了日、年及び紛争の場所と開始日と終了日の精度も提供される
```
アメリカ合衆国
と
アルカイダ
間の紛争はデータセットの2組の一例である。アメリカは「政府」または「Side A」とされる一方、アルカイダは「組織的政治集団」または「Side B」とされている。
```

### データセットからの定量的データ
1946年から2012年までの武力紛争の平均強度：1.272163966
1946年から2012年までの一年ごとの平均紛争数：36.48件
武力紛争数が最多だった年: 1991年と1992年
武力紛争が最小だった年: 1955年
最も武力紛争が起きている地域: アジア
武力紛争の最も一般的な形式：国内

### 出版物
UCDPのデータは1988年以降シプリ年鑑に掲載されており、1993年以降には全ての武力紛争のリストが『Journal of Peace Research』にも掲載されている。非国家の紛争についてのデータは2004年から『Human Security Report』に掲載されている。UCDPもまた同プログラム独自のレポート『States in Armed Conflict』(年刊)を公開している。UCDPデータはしばしばジャーナリスト、政府機関及び世界の平和と紛争の概要を作成する他の組織によって利用されている。UCDPデータを使用する著名な指数として世界平和度指数がある

## UCDPの戦闘関連死のデータセット
相反する当事者間の紛争での戦闘が原因で死者が。これらの死亡は伝統的な戦闘、ゲリラ活動、市街戦のほか軍隊、都市、集落への砲撃によって引き起こされる。ヒットエンドラン戦法や待ち伏せなどのゲリラ活動や爆弾、爆破、暗殺などの市街戦がある。一般的には軍や国家機関、国の代表が攻撃目標となるが、民間人が巻き添えになる。軍事的および民間人の死亡がデータセットで説明される
UCDPは戦闘関連死について三種類の推定方法(「ベストの推定」「低い推定」及び「高い推定」)を用いている。
ベストの推定：一年間の全ての戦闘に関連した事件の最も信頼できる数字を収集
低い推定：一年間の全ての戦闘に関連した事件の低い推定値を収集
高い推定：一年間の全ての戦闘に関連した事件の高い推定値を収集
これらの推定は紛争年ベースのデータセットと年2年ベースのデータセットの両方に見られる。
各種類の最新のデータセットにおける平均死亡者数は以下の通り:
| Conflict-year dataset | ベスト | 低  | 高    |
| 平均                  | 918    | 868 | 1,287 |
| Dyad-year dataset     | ベスト | 低  | 高    |
| 平均                  | 705    | 666 | 979   |

UCDPは年単位でデータの収集・更新を行っており、1989年から2012年までのデータセットが利用できるようにしている。各出来事には、日付、報告元、主要ソース、紛争当事者、出来事の場所、発生した事象、および推定死亡者数が記載されている。スタッフが全てのレポートを読み取り、情報を手動で入力する。さらに集計結果は、公式文書、特別報告書及び報道機関の数値と比較される。
UCDPは情報収集に印刷物と電子出版の両方の情報源を利用している。主要な情報源は1万紙以上の新聞とニュースワイア(通信社)及び世界中からの他の情報源で構成されている「ファクティバ・データベース」である。UCDPは少なくとも一つの主要通信社(ロイター、新華社、 EFE)及びBBCモニタリングを使用している。追加の情報源として報道機関や新規に出版された書籍、ケーススタディ、『Africa Research Bulletin』などのジャーナル、調査レポート、国際及び多国籍機関の文書、ヒューマン・ライツ・ウォッチ及びアムネスティ・インターナショナルなどのNGOの出版物及び紛争当事者の文書がある。ソースは公開されている状況に応じて判断され、レポートは信頼性を確立するために主要なソースにさかのぼる。

## UCDPの組織的暴力の定義
本プログラムは武力紛争を三つのカテゴリー「国ベースの紛争」「非国家の紛争」「一方的暴力」に分類している。
国ベースの紛争は多くの人々が直感的に「戦争」と感じる国家間または国家と反政府グループによる戦闘について示している。UCDPは国ベースの武力紛争は「政府(及び/または)地方に関した相反する争いで二者の間(少なくとも片方は国家)での武力行使により1年で少なくとも25人以上が死亡」と定義している。プログラムの定義は一年間に少なくとも1000人以上が死亡した紛争のみ記録する「戦争の相関関係プログラム」といった他のデータ収集プログラムとは幾分か異なる。UCDPデータは1000人以上の死者の武力紛争は「戦争」の強度レベルを有するとラベリングする一方で、25人以上999人未満の戦闘関連死は「マイナー」な強度レベルの武力紛争とみなされる
非国家の暴力は紛争当事者の誰も国家ではないことを指す。2006年と2007年のファタハ・ハマス紛争や、ヌエル族・ムルレ族紛争などの民族紛争やメキシコ麻薬戦争においてのカルテル間の抗争などが含まれる
一方的な暴力は「国家の政府または正式に組織化されたグループによる民間人に対しての武力行使で一年間で少なくとも25人が死亡」と定義されている。例としてはスーダン、ミャンマー及びシリア政府の民間人への攻撃やロス・セタス、アルカイダ及び神の抵抗軍などの非国家組織による攻撃が含まれる

### 2011年の国ベースの紛争一覧
2011年、UCDPは37件の進行中の国ベースの武力紛争を報告した :
ヨーロッパ • ロシア (カフカース首長国)
中東 • イラン (政府)• イラク (政府)• イスラエル (パレスチナ地方)• シリア (政府)• トルコ (クルディスタン地方)• イエメン (政府)
アジア • アフガニスタン (政府)• カンボジア、タイ王国 (国境線)• インド (カシミール地方)• インド(政府)• ミャンマー (カレン地方)• ミャンマー (カチン地方)• ミャンマー (シャン地方)• パキスタン (バローチスターン地方)• パキスタン (政府)• フィリピン (ミンダナオ地方)• フィリピン (政府)• タジキスタン (政府)• タイ王国 (パタニ地方)
アフリカ • アルジェリア (政府)• 中央アフリカ共和国 (政府)• エチオピア (オガデン地方)• エチオピア (オロミア地方)• コートジボワール
(政府)• リビア (政府)• モーリタニア (政府)• ナイジェリア (政府)• ルワンダ (政府)• セネガル (カザマンス地方)• ソマリア (政府)• 南スーダン （政府)• スーダン (政府)• スーダン (アビエイ地方)• ウガンダ (政府)
アメリカ • コロンビア (政府)• アメリカ合衆国 (政府)
37件の武力紛争のうち、6件(イエメン、アフガニスタン、パキスタン、リビア、ソマリア及びスーダン)は2011年に戦闘関連死が1000人以上を記録し「戦争」の強度レベルに達した。
2012年には6件が戦争レベルに達した。
| 紛争開始年 | 戦争/紛争                  | 場所                      | 2010年の死亡者数 | 2011年の死亡者数 | 2012年の死亡者数 |
| ---------- | -------------------------- | ------------------------- | ---------------- | ---------------- | ---------------- |
| 2001       | アフガニスタン紛争         | アフガニスタン            | 6,377            | 7,418            | 7,396            |
| 1991       | ソマリア内戦               | ソマリア                  | 2,158            | 1,917            | 2,620            |
| 2004       | ワジリスタン紛争           | パキスタン                | 4,787            | 2,641            | 2,705            |
| 2004       | イエメンでのアルカイダ反乱 | イエメンと サウジアラビア | 175              | 1,140            | 2,321            |
| 2011       | リビア内戦                 | リビア                    | 0                | 1,928            | -                |
| 2011       | スーダン内戦               | スーダン                  | 931              | 1,398            | 1,119            |
| 2011       | シリア内戦                 | シリア                    | -                | 842              | 15,055           |

| 紛争当事者                                             | 場所         | 2010年の死亡者数 | 2011年の死亡者数 | 2012年の死亡者数 |
| ------------------------------------------------------ | ------------ | ---------------- | ---------------- | ---------------- |
| フアレス・カルテル vs. シナロア・カルテル              | メキシコ     | 2,515            | 1,668            | 534              |
| ロス・セタス vs. シナロア・カルテル                    | メキシコ     | 29               | 85               | 329              |
| ガルフ・カルテル vs. ロス・セタス                      | メキシコ     | 412              | 345              | 543              |
| ヌエル族 vs. ムルレ族                                  | スーダン     | -                | 1,415            | 424              |
| Misseria vs. Rizeigat Baggara                          | スーダン     | 342              | -                | 58               |
| キリスト教徒 vs. ムスリム                              | ナイジェリア | -                | 830              | 123              |
| アナグタ、アフィゼレ及びベロム族vs. フラニ族、ハウサ人 | ナイジェリア | 664              | -                | -                |

| 加害者                       | 場所             | 2010年の死亡者数 | 2011年の死亡者数 | 2012年の死亡者数 |
| ---------------------------- | ---------------- | ---------------- | ---------------- | ---------------- |
| イラクのイスラム国           | イラク           | 707              | 322              | 769              |
| パキスタン・ターリバーン運動 | パキスタン       | 549              | 198              | 166              |
| 神の抵抗軍                   | ウガンダ         | 430              | 145              | 66               |
| ロス・セタス                 | メキシコ         | 86               | 268              |                  |
| インド共産党毛沢東主義派     | インド           | 337              | 184              | 110              |
| コートジボワール政府         | コートジボワール | -                | 277              | -                |
| シリア政府                   | シリア           | -                | 2,924            |                  |

- 注記: UCDPは病気(及び/または)戦時下の疫病での死亡者は含んでいないか異なった種類の武力紛争での死亡者数を合算していないので他の推定よりかなり低い可能性がある。加えて、表の数値はUCDPの「ベストの推定」の数値を示しており、「高い推定」ではない[36]。

## 批判
ペンシルベニア大学ウォートン・スクールのファイナンスの名誉教授エドワード・ハーマンと同僚のデイビッド・ピーターソンは共著『The Politics of Genocide(ジェノサイドの政治)』でUCDPを「アメリカ及び西側主導の開戦、殺害を最小化」するための努力で「政治問題化する手法 [...] 」を用いていると批判した。これらの主張の例証として、彼らはグアテマラでのアメリカの関与の分類とプログラムのアフガニスタンでのソビエト連邦の関与の認識について比較した

## UCDP インターネット
UCDPのホームページのURLはhttp://www.ucdp.uu.seである。UCDPはまた、オンラインの組織的暴力のデータベースを有しており、「http://www.ucdp.uu.se/gpdatabase/search.php」からアクセスできる。データベースは国ベースと非国家の紛争及び一方的な暴力についての無料の情報を提供している。紛争の原因と歴史、一方的な暴力、反政府勢力、政府、および関連する項目の簡単な説明についての説明的な情報も含まれている。

### iPhoneとAndroid向けのUDCPアプリ
2010年7月時点で、UCDP紛争データベースはiPhoneアプリとAndroid アプリとして利用できるようになっている。